# 22919 Shuwan
22919 Shuwan este un asteroid din centura principală de asteroizi.

## Descriere
22919 Shuwan este un asteroid din centura principală de asteroizi. A fost descoperit pe 2 octombrie 1999 la Socorro, New Mexico, în cadrul proiectului LINEAR. Asteroidul prezintă o orbită caracterizată de o semiaxă mare de 2,43 ua, o excentricitate de 0,10 și o înclinație de 7,2° în raport cu ecliptica.